# Julia López (artista)
Julia López (Ometepec, México, 1936-Milán, Italia, 6 de abril de 2025), también llamada la mujer de ébano, fue una pintora mexicana autodidacta originaria de la región de Costa Chica, en el estado de Guerrero. Formó parte de la generación y movimiento artístico de la Ruptura, con un estilo modernista naíf. 
La influencia de estos artistas la impulsó a empezar a pintar con Carlos Orozco Romero quién la desalentó a tomar una instrucción formal para no perder su propio estilo. Julia exhibió su obra en 1958 y desde ese momento su obra se expuso individual y colectivamente en México, Estados Unidos y Europa. Su trabajo ha sido reconocido con premios y su afiliación al Salón de la Plástica Mexicana.

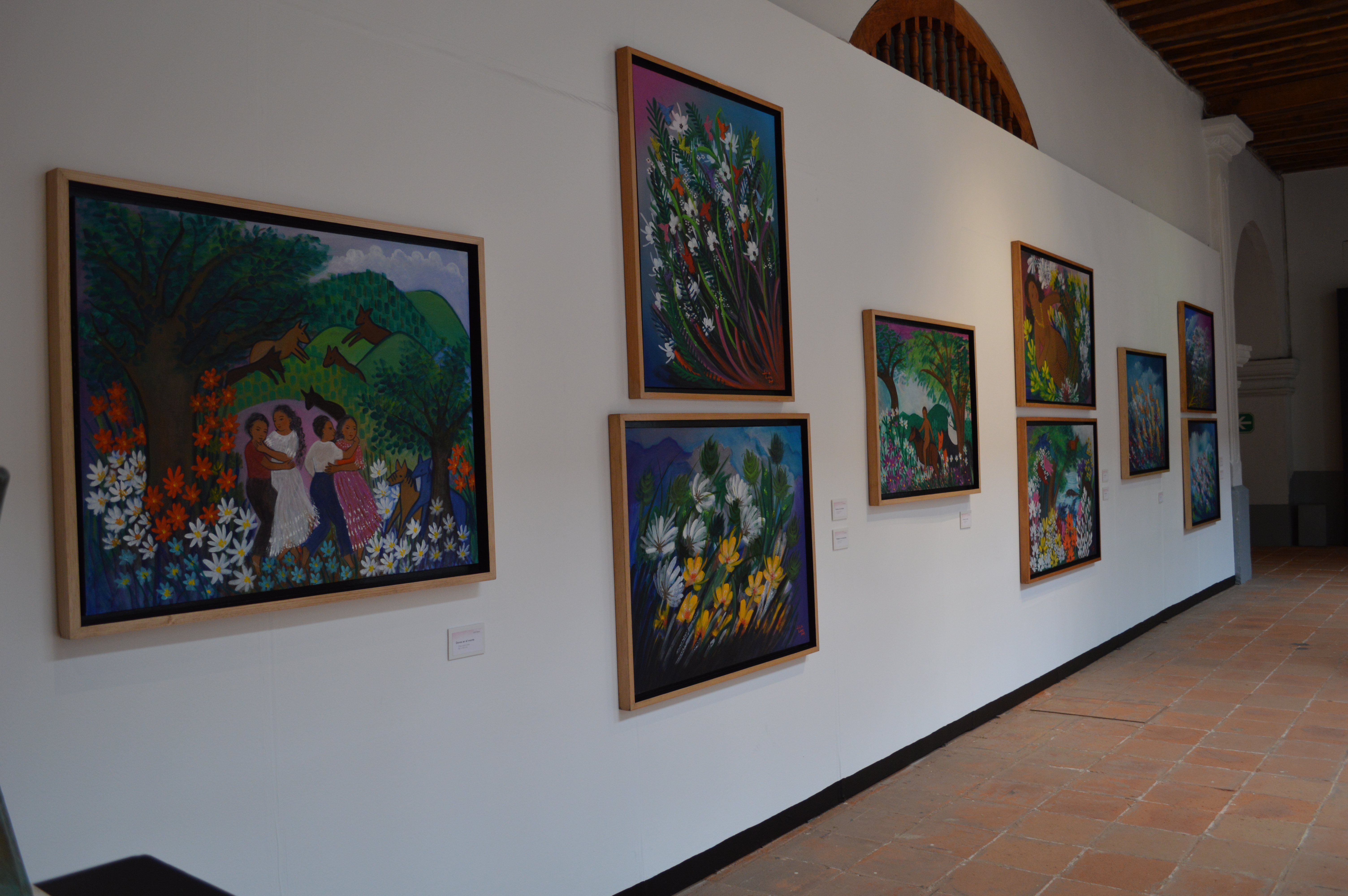
Muestra del trabajo de Julia López como parte de "Seis Artistas, Un Sueño" exhibido en el Museo de Bellas Artes, Toluca

## Vida
López nació en 1936 en un pequeño pueblo cerca de la ciudad de Ometepec en la Costa Chica de Guerrero. Fue una de ocho hijas, nacida de padres con ascendencia africana y amuzga. Sus padres eran campesinos, cosechaban algodón, chile, tabaco, semillas de sésamo, plátano entre otros.
Julia ha afirmado que fue bendecida con la niñez que tuvo, la cual no hubiera sido posible en una gran ciudad. Sin embargo, ella tenía otras aspiraciones y comenzó viajando a Ometepec para trabajar en un hotel llamado Casa Verde cuando sólo tenía trece años de edad. En 1951, se trasladó de nuevo, esta vez a Acapulco, donde trabajó en la cocina de un hotel. Durante este tiempo no asistió a la escuela pero empezó a leer y estudiar matemáticas de manera autodidacta.
Su último traslado fue a la Ciudad de México, donde trabajó de forma inicial modelando vestidos de novia y otro tipo de vestidos formales en la Escuela Nacional de Pintura, Escultura y Grabado "La Esmeralda". Este trabajo le permitió conocer a un gran número de personas, especialmente de Coyoacán incluyendo muralistas que le presentaron a Frida Kahlo en 1952. Ella le dio una tarjeta para presentarse a Antonio M. Ruíz, en ese entonces director de La Esmeralda. Su profesionalismo le permitió ser modelo de los artistas más reconocidos de mediados del siglo XX, como José Chávez Morado, Vlady e incluso Diego Rivera en La Esmeralda y en la Academia de San Carlos.
Mientras hacía esto, ella escuchaba cuidadosamente los comentarios de profesores a estudiantes y se integró a la comunidad artística. Inicialmente siguió siendo muy pobre, junto con sus amigos artistas, que incluían a Alberto Gironella, Héctor Javier, Lauro López, Vlad y José Luis Cuevas; compartía alojamiento, comida y trabajo. Empezó a bosquejar sobre envolturas de pan; imágenes de santos, caballos, caballos de mar y otros elementos que le eran familiares.  Mostró su trabajo a Carlos Orozco Romero, quien la alentó por su nuevo estilo y criticó su trabajo. Ella le sugirió intercambiar y posar a cambio de que le enseñara a pintar. Sin embargo, Orozco Romero la convenció de que recibir clases le quitaría espontaneidad.
A medida que desarrollaba su carrera artística, tuvo tres hijas. Además, tuvo una relación de nueve años con el pintor Rafael Coronel, con quién crio a su hijo Juan junto con sus propias hijas. La pareja se separó pero quedó en buenos términos.

Murió el 6 de abril de 2025 en Italia a los 88 años.

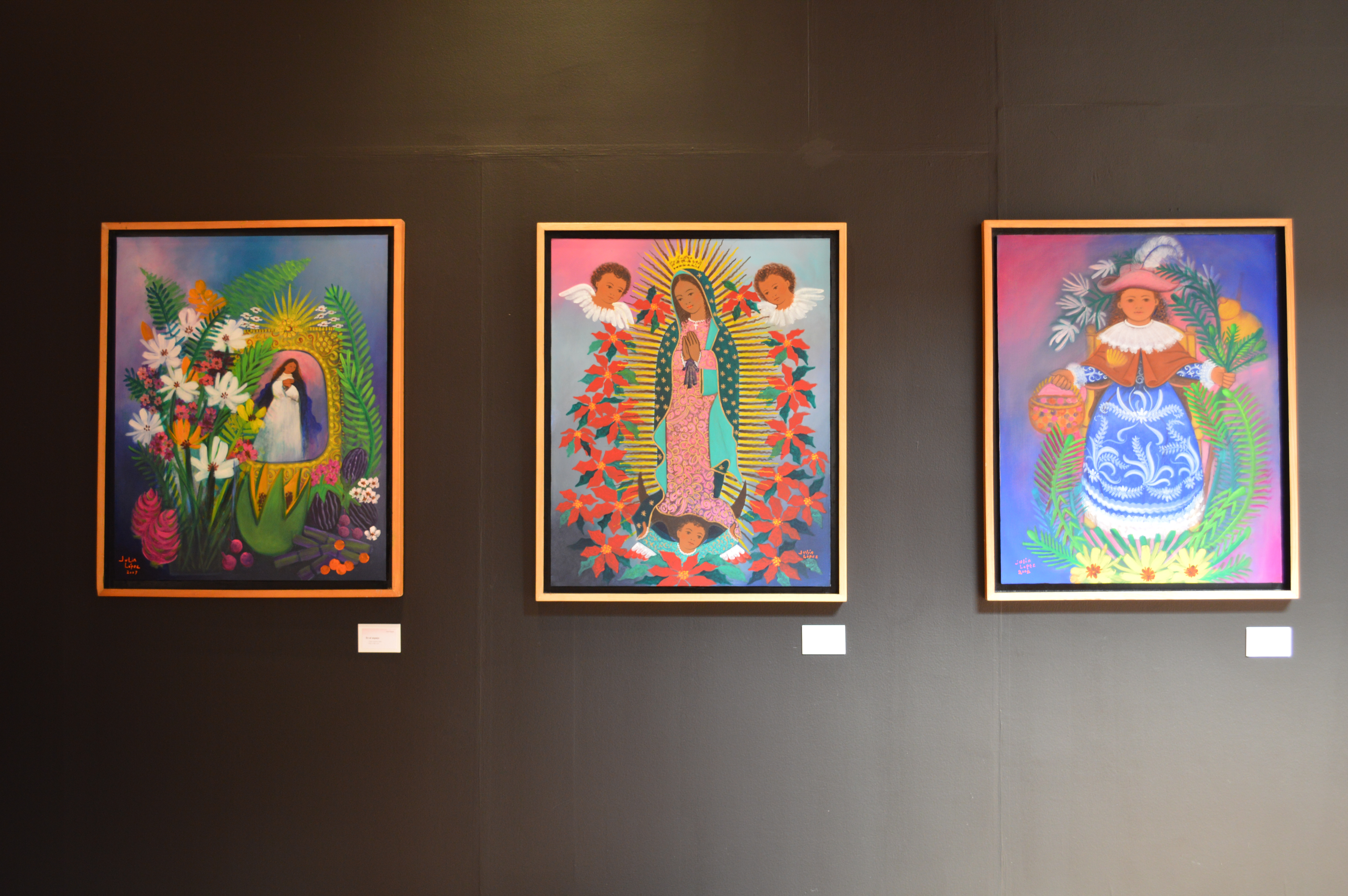

## Carrera artística
López desarrolló su carrera artística mientras continuaba posando para ganar dinero y comprar materiales. Su obra se empezó a exhibir en 1958 y desde entonces su trabajo ha sido mostrado en varios lugares de México, Estados Unidos y Europa. Sus principales exhibiciones incluyen la Galería de Artes Visuales (1958, patrocinado por Orozco Romero, con reseñas favorables), la Galería Los Petules en Xalapa (1959), la Galería Prisse (apoyada por varios artistas, tales como Enrique Echeverría, Alberto Gironella y Héctor Xavier), la Galería Mexicana de Arte en Ciudad de México (1961, 1962), el Salón de la Plástica Mexicana (1963, 1967, 1969, 1972), Museo de Arte de Dallas, El Museo Mexicano en San Francisco, el Fine Art Gallery of California, el Centro Cultural México-Italia Andriano Olivetti (1980), el Palacio de Iturbide (1981), la Galería Misrachi (1985), el Museo de Arte e Historia en Ciudad Juárez (1985), Museo de Arte Moderno (1988), el Palacio de Minería (1988), Officina d’Arte Accademia en Verona, Italy (1996) y el  Instituto Camões en Lisbon (2013). Ella regularmente exhibe su trabajo en la Galería Telento en Ciudad de México y en la Galería La siempre Habana en Cuernavaca.
Su trabajo puede encontrarse en la colección de más de cuarenta museos y galerías, pero la mayoría de su trabajo está en colecciones privadas en México y en el extranjero.
Su trabajo fue reconocido por primera vez con el primer lugar en la competencia en el Salón de la Plástica Mexicana. Después recibió el New Vales Prize de la Fine Art Gallery de California. Es miembro del Salón de la Plástica Mexicana.
Tres libros han sido escritos sobre su vida y obra Los colores mágicos de Julia López (1995), Fiori e Canti, Nella Pittura di Julia López (1996, in Italian) y Dueña de la luz (1998).

## Arte
La experiencia de López en La Esmeralda influenció los temas de su obra, pero el desarrollo de su estilo artístico fue autodidacta. Ella pertenece a la generación de la Ruptura pero su trabajo se considera parte del movimiento muralismo mexicano. También ha sido descrito como expresionismo realista o modernismo naíf.
Gran parte de su trabajo se relaciona con sus experiencias mientras crecía, con figuras de piel oscura, casi siempre mujeres, con vestidos de flores y escenarios tropicales. Su trabajo ha sido descrito por tener una cualidad indígena y exaltar los placeres simples de la vida. Rafael Coronel afirmó que sus trabajos no son premeditados, nacen. Ellos niegan símbolos, pero traducen leyendas.”  Él también afirmó que mientras Frida pintó tragedia, López pintó el paraíso.